# Robert Goldwater
Robert Goldwater (23 de novembro de 1907 - 26 de março de 1973) foi um historiador de arte, estudioso de artes africanas e o primeiro diretor do Museu de Arte Primitiva, Nova York, de 1957 a 1973. Ele era casado com a artista americana nascida na França e escultora Louise Bourgeois.

## Vida
Nascido em Nova York, Goldwater recebeu seu bacharelado em 1929 pela Universidade de Columbia e seu mestrado em Harvard em 1931. Goldwater foi um dos primeiros estudantes de história da arte a estudar arte moderna em uma época em que o assunto não era considerado digno de pesquisa séria de pós-graduação. Goldwater foi um dos participantes dos encontros informais de estudiosos de arte organizados por Meyer Schapiro (c.1935) que incluíam Lewis Mumford, Alfred Barr e Erwin Panofsky. Ele escreveu sua tese de doutorado em 1937 no Instituto de Belas Artes da Universidade de Nova York com Richard Offner, sobre "primitivismo" e arte moderna. Isso se tornaria o tema das principais obras de sua vida. No ano seguinte, uma versão revisada de sua dissertação apareceu como o livro Primitivism in Modern Painting, um trabalho pioneiro que examina a relação entre as artes tribais e a pintura do século 20. Em 1937, casou-se com a artista francesa Louise Bourgeois que viria a se tornar uma escultora de renome mundial. Em 1939, ele aceitou uma nomeação no Queens College, e ensinou história da arte lá até 1956. Em 1949, ele co-curador de uma exposição no Museu de Arte Moderna com o diretor Rene d'Harnoncourt intitulada Arte Moderna em Sua Vida. Em 1957 retornou à Universidade de Nova York como professor titular de história da arte, e no mesmo ano tornou-se o primeiro diretor do Museu de Arte Primitiva, fundado por Nelson A. Rockefeller e derivado em parte da coleção pessoal de Rockefeller. Goldwater organizou a primeira exposição de arte africana por um museu de Nova York, que abriu em 1957 em uma casa na West 54th Street.
Em 1969, Nelson Rockefeller ofereceu toda a coleção do Museu de Arte Primitiva ao Metropolitan Museum of Art, que estabeleceu um departamento curatorial para o cuidado, estudo e exposição das obras. Uma nova ala foi proposta, a ser nomeada em homenagem ao filho de Rockefeller, Michael, que desapareceu em 1961 durante uma expedição na Nova Guiné com o antropólogo holandês René Wassing. Goldwater serviu como Presidente Consultivo do Departamento de Arte Primitiva do Museu Metropolitano de 1971 até sua morte. A ala, que contém tanto os acervos existentes do Metropolitan Museum quanto os do antigo acervo do Museu Primitivo, foi aberta ao público em janeiro de 1982. A biblioteca departamental foi renomeada Biblioteca Robert Goldwater em memória de Goldwater.

## Livros
- Le Primitivisme dans l'art moderne. Denise Paulme. Paris : Presses universitaires de France (1988)
- The paintings of Arshile Gorky: a critical catalogue; por Jim M Jordan; Robert John Goldwater. Nova York: Londres: Nova York University Press (1982)
- Symbolism. Londres: Penguin Books (1979)
- Robert Goldwater: a memorial exhibition, October 1973 – February 1974, The Museum of Primitive Art, New York; por Robert John Goldwater;  Metropolitan Museum of Art, Dept. of Primitive Art, Nova York: The Metropolitan Museum of Art (1973)
- Art of Oceania, Africa, and the Americas from the Museum of primitive art. Nova York: The Metropolitan Museum of Art (1969)
- What is modern sculpture? Nova York, Museum of Modern Art; distribuído por Nova York Graphic Society, Greenwich, Conn. (1969)
- Space and dream. M. Knoedler & Co. Nova York, Walker (1968; 1967)
- Primitivism in modern art. N.Y., Wittenborn (1966); Vintage books (1966)
- Senufo sculpture from West Africa. Museum of Primitive Art, Nova York, N.Y. Greenwich, Conn., distribuído por Nova York Graphic Society (1964)
- The Great Bieri. Museum of Primitive Art, Nova York (1962)
- Traditional art of the African nations; Museum of Primitive Art, Nova York, Distrib. University Publishers (1961)
- Bambara sculpture from the Western Sudan. Museum of Primitive Art, Nova York, distrib. University Publishers (1960)
- Lipchitz. Londres: A. Zwemmer (1958)
- Modern art in everyday life. Nova York, Abrams (1955)
- Modern art in your life. Nova York, Museum of Modern Art (1953)
- Abstraction in art. Nova York, Abrams (1953)
- Vincent Van Gogh (1853–1890); por Meyer Schapiro; Robert John Goldwater; Nova York: H.N. Abrams (1953; 1952)
- Rufino Tamayo. Nova York, Quadrangle Press (1947)
- Artists on art, from the XIV to the XX century. 100 ilustrações.; por Robert John Goldwater;  Marco Treves. Nova York, Pantheon books (1958; 1947; 1945)
- Primitivism in modern painting. Nova York, Londres, Harper & Brothers (1967; 1938)
- Paul Gauguin. Nova York, H.N. Abrams (1928)